# Chambre de Lincoln
 (novembre 2020).
 (novembre 2019).
Si vous disposez d'ouvrages ou d'articles de référence ou si vous connaissez des sites web de qualité traitant du thème abordé ici, merci de compléter l'article en donnant les références utiles à sa vérifiabilité et en les liant à la section « Notes et références ».

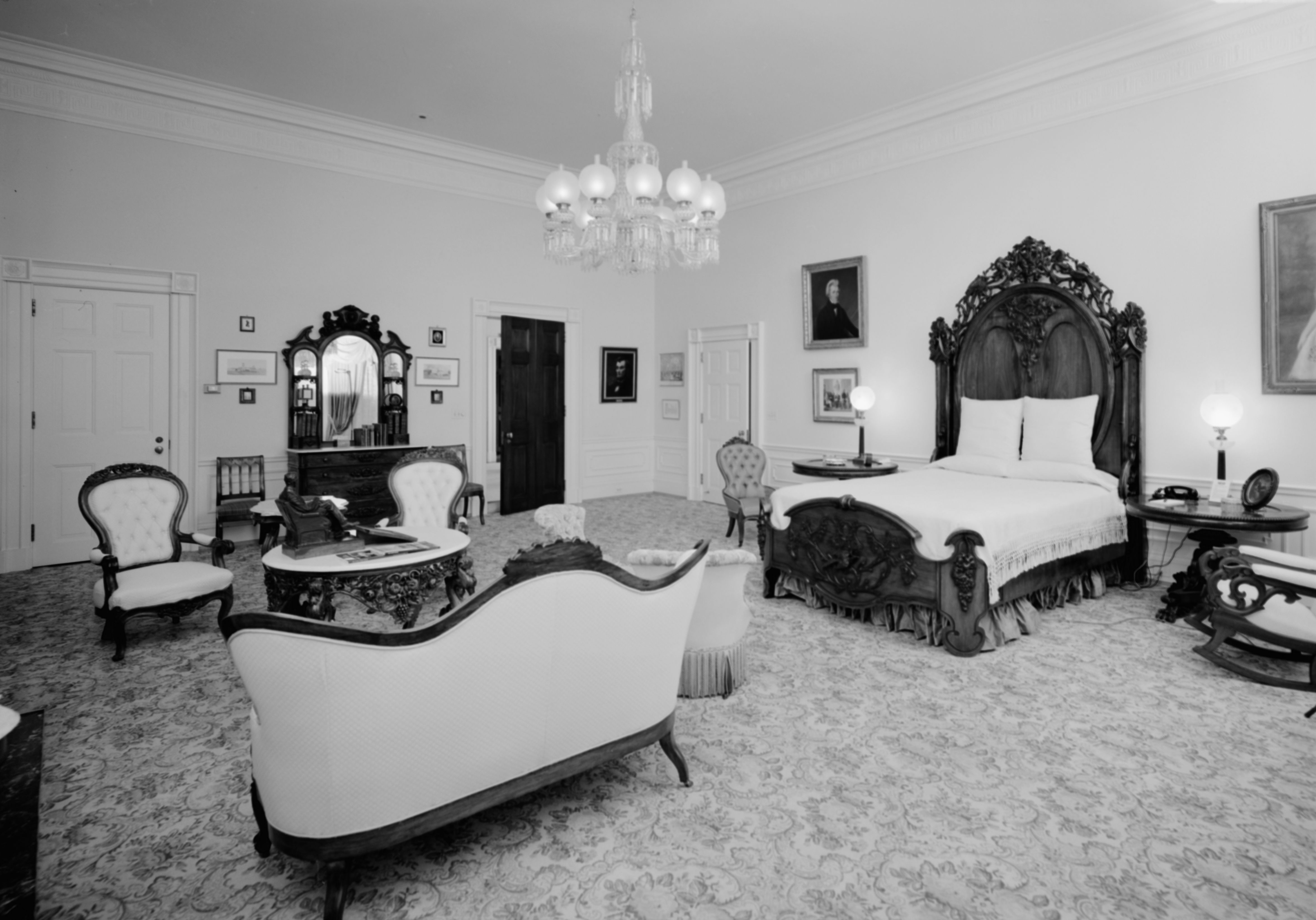
La chambre de Lincoln en 1992 (vue nord).

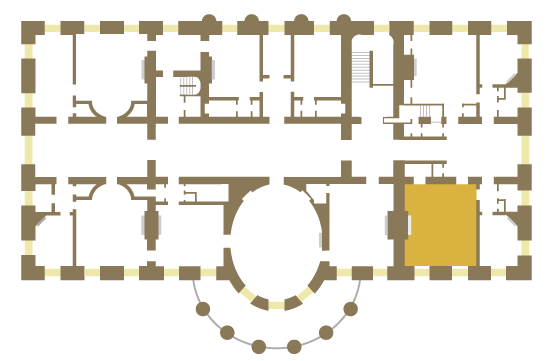
Plan du 1er étage indiquant l'emplacement de la chambre de Lincoln.

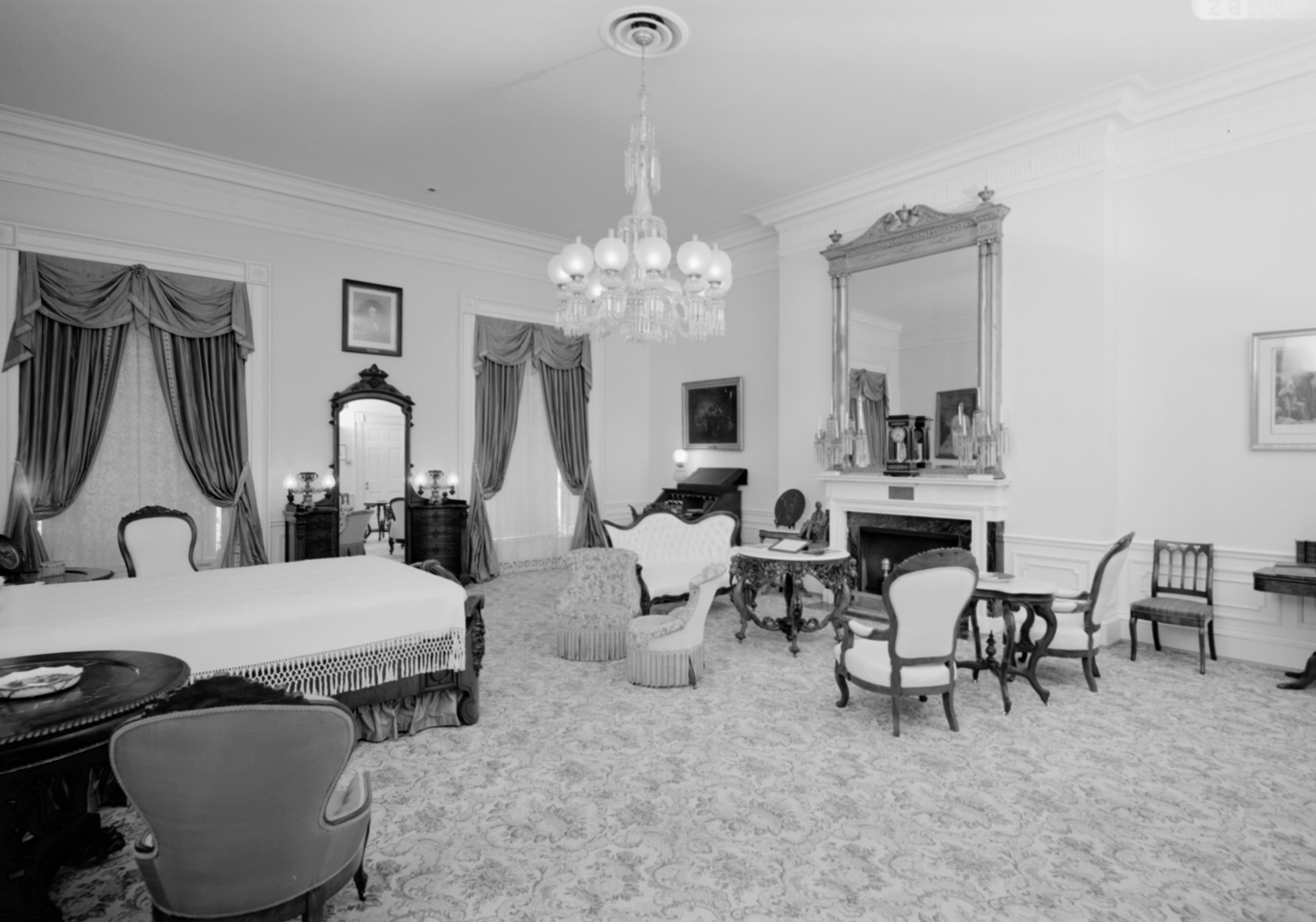
La chambre de Lincoln en 1992 (vue sud).

La chambre de Lincoln est une chambre au premier étage de la Maison-Blanche, qui fait partie d'un ensemble de pièces comprenant le salon de Lincoln et la salle de bains de Lincoln. Nommée d'après Abraham Lincoln qui l'utilisait comme bureau, cette pièce a la réputation d'être le théâtre d'apparition de fantômes. Elle est utilisée par les présidents comme chambre d'amis et pour honorer leurs soutiens politiques.

## Mobilier
La pièce est meublée dans le style victorien depuis sa rénovation par Harry S. Truman. Certains meubles ont été utilisés sous la présidence de Lincoln (mais lui sont antérieurs), en particulier le canapé et trois chaises assorties, deux fauteuils et quatre chaises du cabinet de Lincoln. Le point central de la chambre est le lit de Lincoln, un lit en bois de rose de 8 × 6 pieds avec une tête de lit énorme, qui aurait été acheté par Mary Todd Lincoln quand elle s'est occupée de la décoration. Le lit n'a probablement jamais été utilisé par Lincoln, mais plutôt par plusieurs de ses successeurs.
Une copie holographe du discours de Gettysburg est exposée sur le bureau. Il s'agit de l'une des cinq seules copies signées, datées et intitulées par Lincoln.

## Histoire
Quand Abraham Lincoln était président, il s'en servait comme bureau personnel et comme salle de réunion du cabinet présidentiel (tous les présidents de 1830 à 1902 s'en sont servis de cette manière, jusqu'à la construction de l'aile Ouest en 1902). Sous la présidence de Lincoln la tapisserie et la moquette étaient de couleur vert sombre. Le bureau se présentait dans un certain désordre avec les murs recouverts de plans de la guerre de Sécession, des journaux empilés sur le bureau et sur les tables, ainsi qu'une importante quantité de courrier et de requêtes de personnes demandant des postes, et deux grandes poubelles souvent remplies. 
Lincoln y signa la proclamation d'émancipation des esclaves le 1er janvier 1863. Certaines sources indiquent faussement que le président Lincoln y est mort, alors que cela est arrivé à la Petersen House, située en face du Théâtre Ford où il a été assassiné.
En 1902, quand les collaborateurs du président déménagèrent vers l'aile Ouest, nouvellement construite, la pièce devint une chambre appelée « chambre bleue ». Quand l'intérieur de la Maison-Blanche fut entièrement reconstruit sous Truman, la pièce fut refaite et dédiée au président Lincoln. 
La pièce a été redécorée plusieurs fois au cours des 50 dernières années, notamment lors de la rénovation menée par Jacqueline Kennedy, mais toujours dans le style victorien. En 2004, la Maison-Blanche fit refaire les couleurs de la pièce dans le style victorien.
La chambre de Lincoln connut une nouvelle rénovation sous la présidence de Bill Clinton. Elle fut aussi alors plus connue du public, servant de chambre pour les amis et les soutiens politiques du président. Elle connut une nouvelle rénovation sous la présidence de George W. Bush.

## Apparitions de fantômes
Les visiteurs de la chambre de Lincoln affirment avoir vu Lincoln regarder par la fenêtre, surveillant un champ de bataille invisible (la fenêtre a vue sur la pelouse Sud). Theodore Roosevelt et Dwight D. Eisenhower affirment avoir senti la présence d'Abraham Lincoln dans la pièce. Eleanor Roosevelt a déclaré : « Parfois quand je travaillais tard à mon bureau, j'avais l'impression que quelqu'un était debout derrière moi. Je devais me retourner et regarder. » Selon le prince Michel de Grèce, la reine Wilhelmine des Pays-Bas a également vu le président Lincoln dans la pièce. Amy Carter, fille alors adolescente du président Jimmy Carter, lors de nuits blanches avec ses amies, a attendu l'apparition du fantôme de Lincoln et elles essayèrent même d'entrer en contact avec lui à l'aide d'un ouija, en vain. Le chien de Ronald Reagan aboyait à la porte de la pièce mais n'y entrait jamais. Maureen Reagan (en), fille de Ronald Reagan a affirmé avoir vu d'étranges apparitions dans la pièce. Richard Dreyfuss affirme avoir fait des cauchemars mettant en scène un portrait de Lincoln qui orne la chambre. « Un important pourcentage de gens qui travaillent ici ne veulent pas entrer dans la chambre de Lincoln » selon Capricia Marshall (en), secrétaire à la Maison Blanche sous la présidence de Bill Clinton. Des femmes de chambre et des domestiques de la Maison Blanche affirment également avoir vu le fantôme de Lincoln.

## Le salon de Lincoln

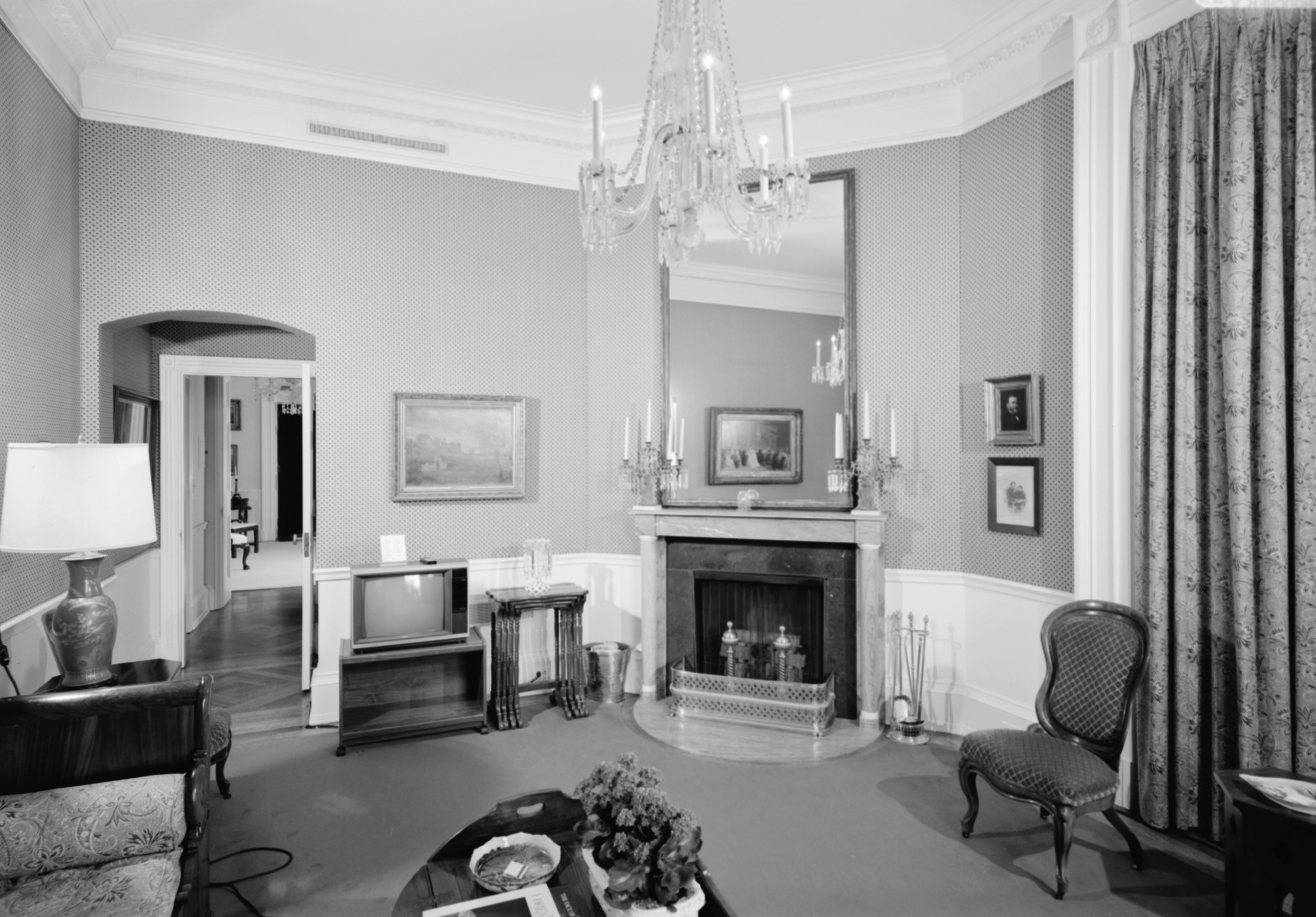
Le salon de Lincoln en 1992.

Une pièce adjacente, formant le coin nord-est de l'étage et accessible par un petit vestibule et un petit salon, le Lincoln Sitting Room ou salon de Lincoln, qui fut utilisé comme bureau du télégraphe jusqu'à la construction de l'aile Ouest. Il est meublé dans le style victorien pour être assorti à la chambre. Le canapé et la chaise faisaient auparavant partie du mobilier du salon Vert (Green Room).